# Vittoria Piissimi
Vittoria Piissimi o Piisimi (Ferrara, XVI secolo – post 1595 ...) è stata un'attrice teatrale, cantante e regista teatrale italiana.
Conosciuta come la divina Vittoria Piisimi, lei e Isabella Andreini erano le due attrici più famose della loro epoca e descritte come grandi rivali.

## Biografia

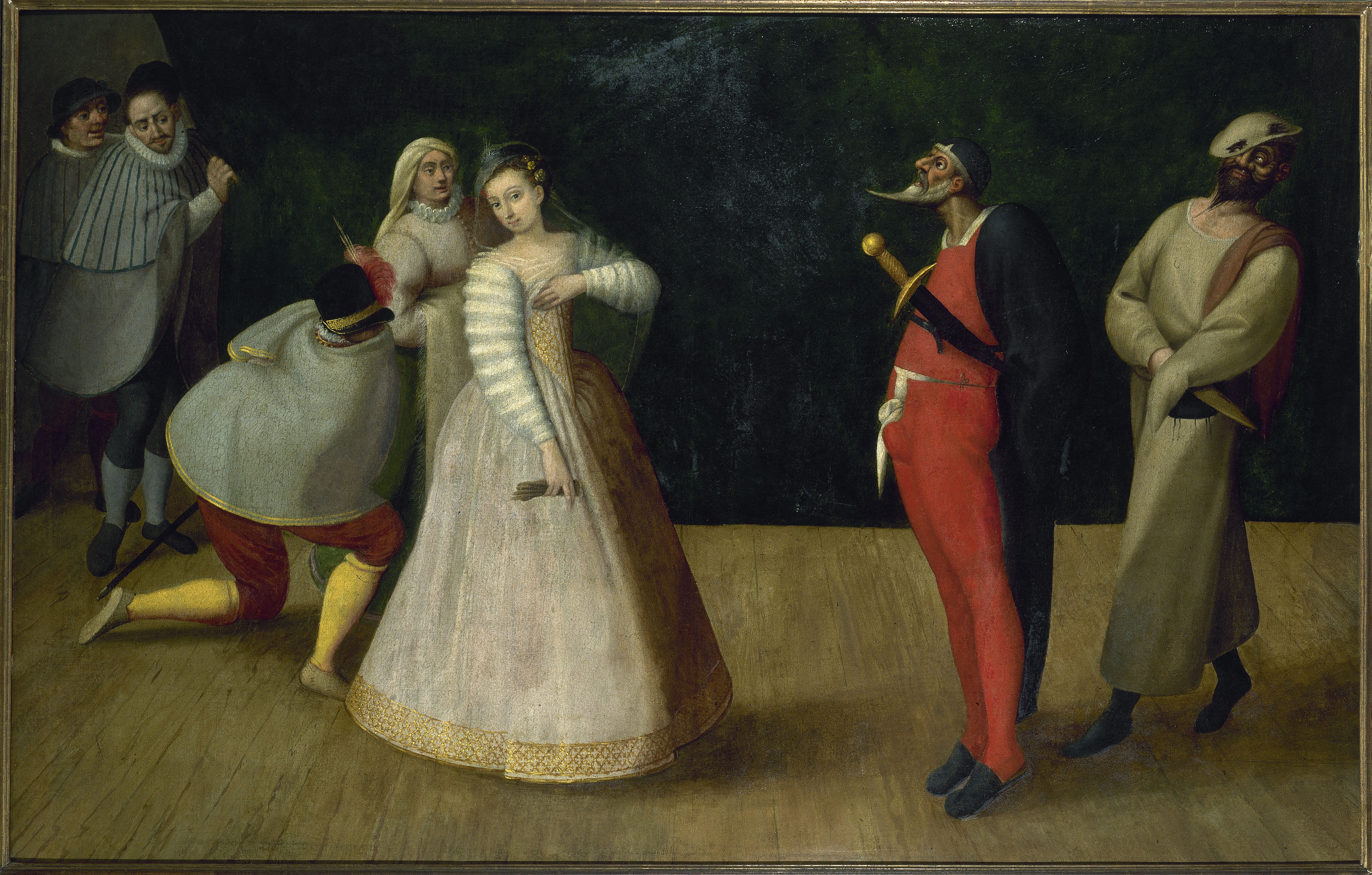
La compagnia dei Gelosi in un dipinto di Hieronymus Francken I, 1590 circa

Lavorò nelle compagnie teatrali dei duchi di Ferrara e di Modena.  Fu la primadonna della famosa compagnia di commedia dell'arte Gelosi di Flaminio Scala. La compagnia, menzionata per la prima volta nel 1568, fu la prima Commedia a fare tournée fuori dall'Italia quando si esibì a Parigi nel 1571, e fu descritta come la prima compagnia a fare commedia dell'arte. Vittoria Piissimi viene menzionata per la prima volta nel 1573 ed è confermata come membro della troupe Gelosi nel 1574, in cui si trovò con Francesco Andreini, dividendone la fama. In realtà sarebbe stata attiva anche prima, poiché era noto che il suo amante, l'attore Adriano Valerini di Verona, l'aveva lasciata per Vincenza Armani, che morì nel 1569.
Il 31 luglio 1573, al Belvedere di Ferrara, partecipò alla prima rappresentazione dell'Aminta. L'autore stesso, allora ventinovenne, aveva addestrato a una recitazione insolita i comici della Compagnia dei Gelosi: insieme alla Piissimi, recitarono Simone da Bologna, Giulio Pasquati e Rinaldo Petignoni.
Vittoria Piissimi ricevette grandi elogi e sostituì la Armani come primadonna del teatro italiano. Combinò la recitazione con il canto, la danza e la scrittura di musica, venendo ammirata anche in questi campi. Fu apprezzata sia nei ruoli drammatici sia nei ruoli comici; in questi ultimi recitava spesso il ruolo della servetta con il nome di Fioretta. Si definiva comica gelosa e recitava principalmente le parti dell'eroina e del subretto. Il 24 luglio 1574 si esibì per Enrico III di Francia nel ruolo di Pallade Atena a Venezia, dove ricevette grandi elogi. Divenne l'attrice più famosa in Italia e fu conosciuta anche all'estero. Realizzò una perfomance su richiesta specifica del monarca francese durante la sua visita a Venezia nel 1574. Nel 1579-1581 fu alla guida della sua compagnia teatrale, in cui accolse i maggiori talenti dell'epoca. 
Nel 1589, la compagnia Gelosi si esibì a Firenze alle nozze tra il Granduca Ferdinando de 'Medici e Cristina di Lorena. Durante l'evento, che diventò un duello simbolico tra prime donne, Vittoria Piisimi si esibì come gitana in La zingara, considerata un adattamento dall'opera omonima di Gigio Artemio Giancarli, mentre Isabella Andreini interpretò la pazza in La Pazzia d'Isabella. Le due esibizioni vennero considerate il momento clou della cerimonia.
Nel 1592, Vittoria Piissimi lasciò il teatro Gelosi. È stata per un certo periodo la direttrice della Compagnia degli Uniti. Ritornò alla società Gelosi nel 1595. 
La data di morte dell'attrice è sconosciuta. È menzionata per l'ultima volta il 15 ottobre 1595.